# Salvador Illa
Salvador Illa Roca (La Roca del Vallés, Barcelona, 5 de mayo de 1966) es un político español, presidente de la Generalidad de Cataluña desde 2024, diputado en el Parlamento de Cataluña por Barcelona y primer secretario del PSC. Anteriormente, fue ministro de Sanidad entre 2020 y 2021.
Ha dedicado parte de su carrera política al ámbito municipal, como concejal y alcalde de La Roca del Vallés, y también ha hecho vida política en el Ayuntamiento de Barcelona. En el ámbito autonómico, ejerció como director general en el Departamento de Justicia de Cataluña. Entre 2020 y 2021 fue ministro de Sanidad de España durante la pandemia de COVID-19.

## Biografía

### Primeros años y formación
Salvador Illa nació el 5 de mayo de 1966 en La Roca del Vallés, provincia de Barcelona. Es hijo de Josep Illa, trabajador de la fábrica Textiles y Bordados de dicho municipio y María Roca, ama de casa y que poseía un taller textil. Además, tiene dos hermanos, Ramón y José María, ambos menores que él.
Inició sus estudios en el colegio de los Escolapios de Granollers. Realizó sus estudios superiores en la Universidad de Barcelona, donde se licenció en Filosofía entre 1984 y 1989. Al mismo tiempo, cumplió el servicio militar, graduándose como alférez en una compañía del Cuartel del Bruc. Illa también estudió un máster en Economía y Dirección de Empresas en el IESE - Universidad de Navarra.

### Política municipal y autonómica
Se convirtió en concejal del Ayuntamiento de La Roca del Vallès en 1987, siendo nombrado Concejal de Cultura. Afiliado al Partido de los Socialistas de Cataluña (PSC) desde 1995, fue investido como alcalde de La Roca en 1995, después de la defunción en septiembre de este año del hasta entonces alcalde Romà Planas i Miró.
Durante su primer mandato se construyó La Roca Village, un centro comercial que es visitado por cerca de 4 millones de visitantes. Desalojado de la alcaldía mediante una moción de censura en febrero de 1999, retornó a esta después de las elecciones municipales de junio de 1999, en las que la lista que encabezó obtuvo una mayoría absoluta de concejales. La lista de Illa consiguió 8 de 13 concejales y 2097 votos (el 55,39 % del total). Repitió victoria en las elecciones municipales de 2003, esta vez por mayoría simple, con 6 de los 13 concejales del consistorio y 1695 votos (40,36 % del total).
En septiembre de 2005 abandonó la alcaldía al ser nombrado director general de Gestión de Infraestructuras del Departamento de Justicia de la Generalidad de Cataluña. En 2009 se pasó al sector privado, siendo director general de la productora audiovisual Cromosoma, cargo que ocupó durante nueve meses.
Fue director del área de Gestión Económica del Ayuntamiento de Barcelona entre de 2010 a 2011 y coordinador del Grupo Municipal Socialista en el pleno municipal entre 2011 y 2016. Con la incorporación de PSC al gobierno de Barcelona tras el pacto con Barcelona en Comú, fue nombrado gerente de Empresa, Cultura e Innovación del Ayuntamiento de Barcelona.

### Secretario de Organización del PSC

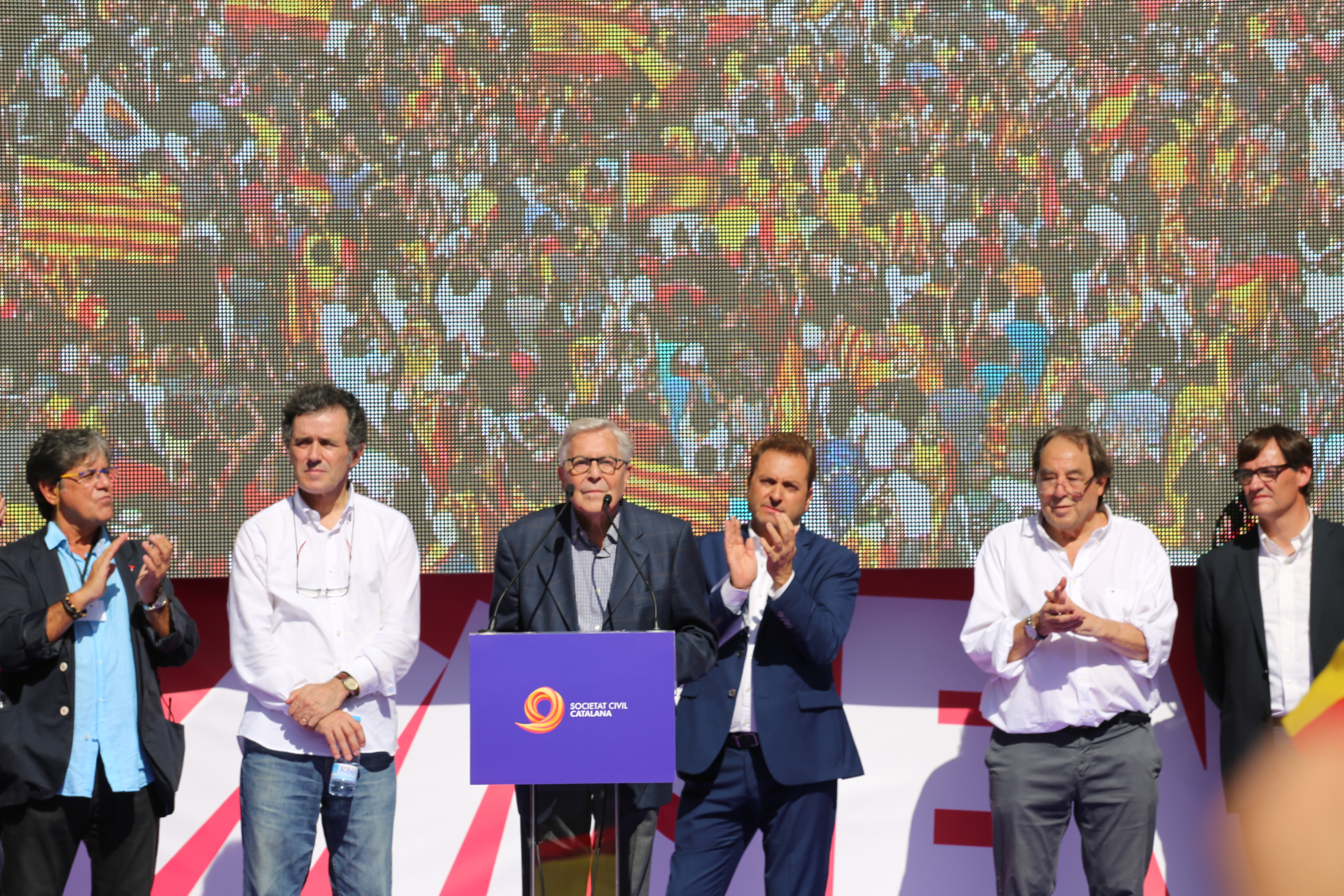
Fotografiado en la manifestación «Prou! Recuperem el seny» de 2017 junto con Félix Ovejero, Carlos Jiménez Villarejo, Albert Castillón y Francesc de Carreras.

En noviembre de 2016, Miquel Iceta seleccionó a Illa para el cargo orgánico de secretario del área de Organización del PSC.
Illa fue un político de los cuadros del PSC asistente el 8 de octubre de 2017 a la manifestación antindependentista en Barcelona «Prou! Recuperem el seny» organizada por Sociedad Civil Catalana.
Trabajó en la negociación con Junts per Catalunya en el verano de 2019 relativa al acuerdo que permitió gobernar al PSC en la Diputación de Barcelona. Intervino igualmente en la negociación para la formación de un gobierno municipal de coalición entre Barcelona en Comú y PSC en el Ayuntamiento de Barcelona. También formó parte, junto con Adriana Lastra y José Luis Ábalos, del equipo negociador del PSOE que llegó al acuerdo con ERC para la abstención del grupo parlamentario correspondiente a este último partido en la investidura de Pedro Sánchez en enero de 2020.

### Ministro de Sanidad
El 10 de enero de 2020 la oficina del presidente del Gobierno, Pedro Sánchez, anunció que Illa sería nombrado ministro de Sanidad, sustituyendo a María Luisa Carcedo en la cartera dedicada a la promoción de la salud y la asistencia sanitaria. Tomó posesión del cargo el 13 de enero de 2020. Algunos medios destacaron entonces que la labor de Illa en el Gobierno de España no se circunscribiría únicamente al ámbito sanitario, ya que, debido a su cercanía al entorno catalán, podría actuar también como cauce de comunicación con el independentismo catalán.
El 26 de enero de 2021 dimitió como ministro de Sanidad para encabezar la lista del PSC en las elecciones catalanas y fue sustituido por Carolina Darias. El ministerio de Administración Territorial que esta dejó vacante lo ocupó Miquel Iceta.

#### Pandemia de COVID-19

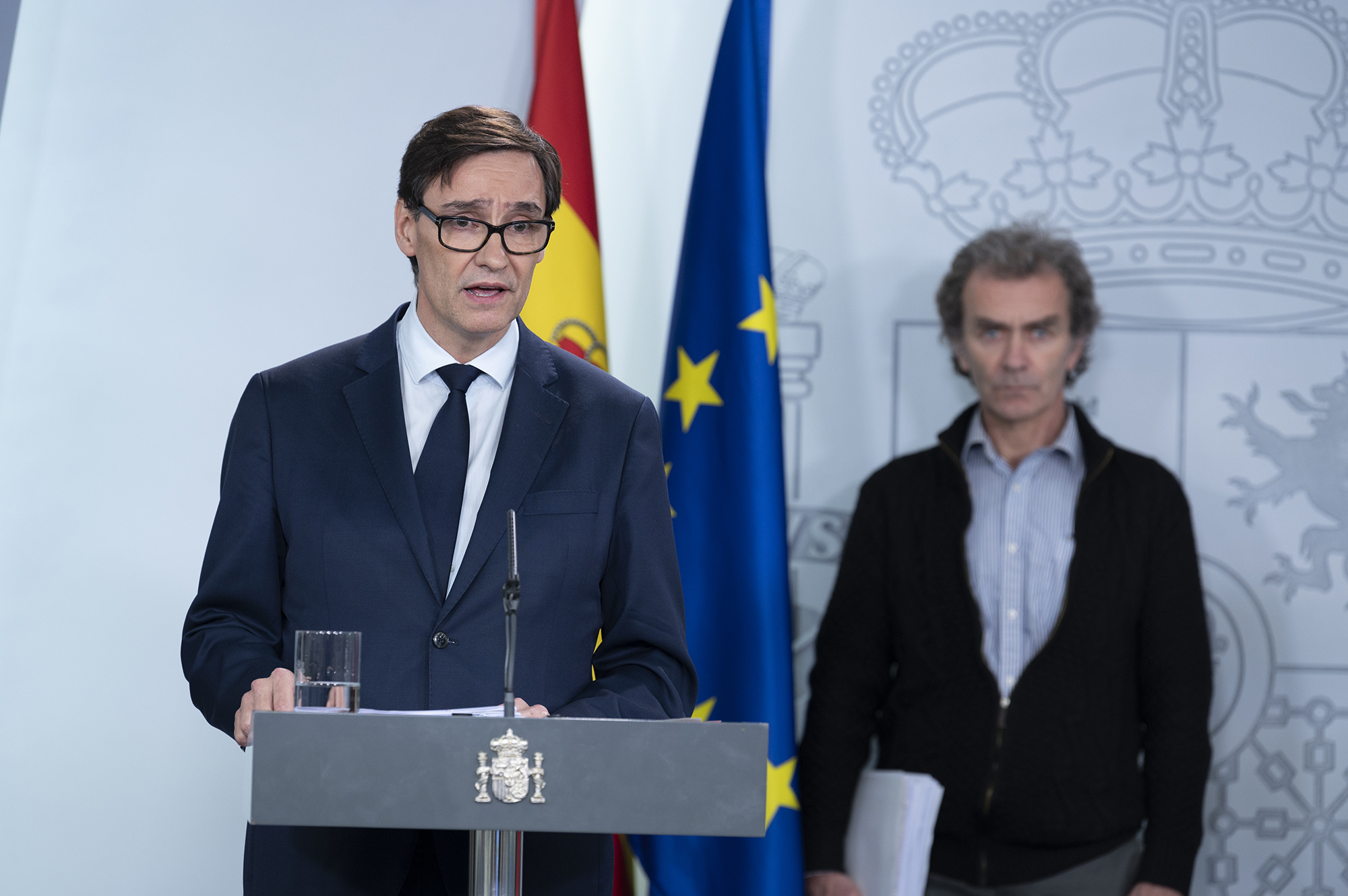
Illa durante una rueda de prensa junto a Fernando Simón, para explicar las medidas adoptadas por su Departamento.

Al poco del comienzo de su mandato como ministro estalló la pandemia de COVID-19. A raíz de la crisis sanitaria por la COVID-19, diversos medios han informado que se trasladó temporalmente a vivir al Palacio de la Moncloa.
Durante toda la pandemia, Illa compareció regularmente en la Comisión de Sanidad del Congreso de los Diputados para informar de la excepcional situación que atravesó España en relación con la pandemia de COVID-19, en medio de las críticas de la oposición política por la gestión de su departamento. En junio de 2020 anunció un Plan Nacional de Preparación y Respuesta ante posibles rebrotes, mientras que algunos medios han atribuido a la mediación personal del ministro la adjudicación de la fabricación de una vacuna contra la COVID-19 a la empresa farmacéutica Rovi, con sede en Madrid; su departamento ha identificado, además, otras dos compañías con capacidad para elaborar vacunas en España.

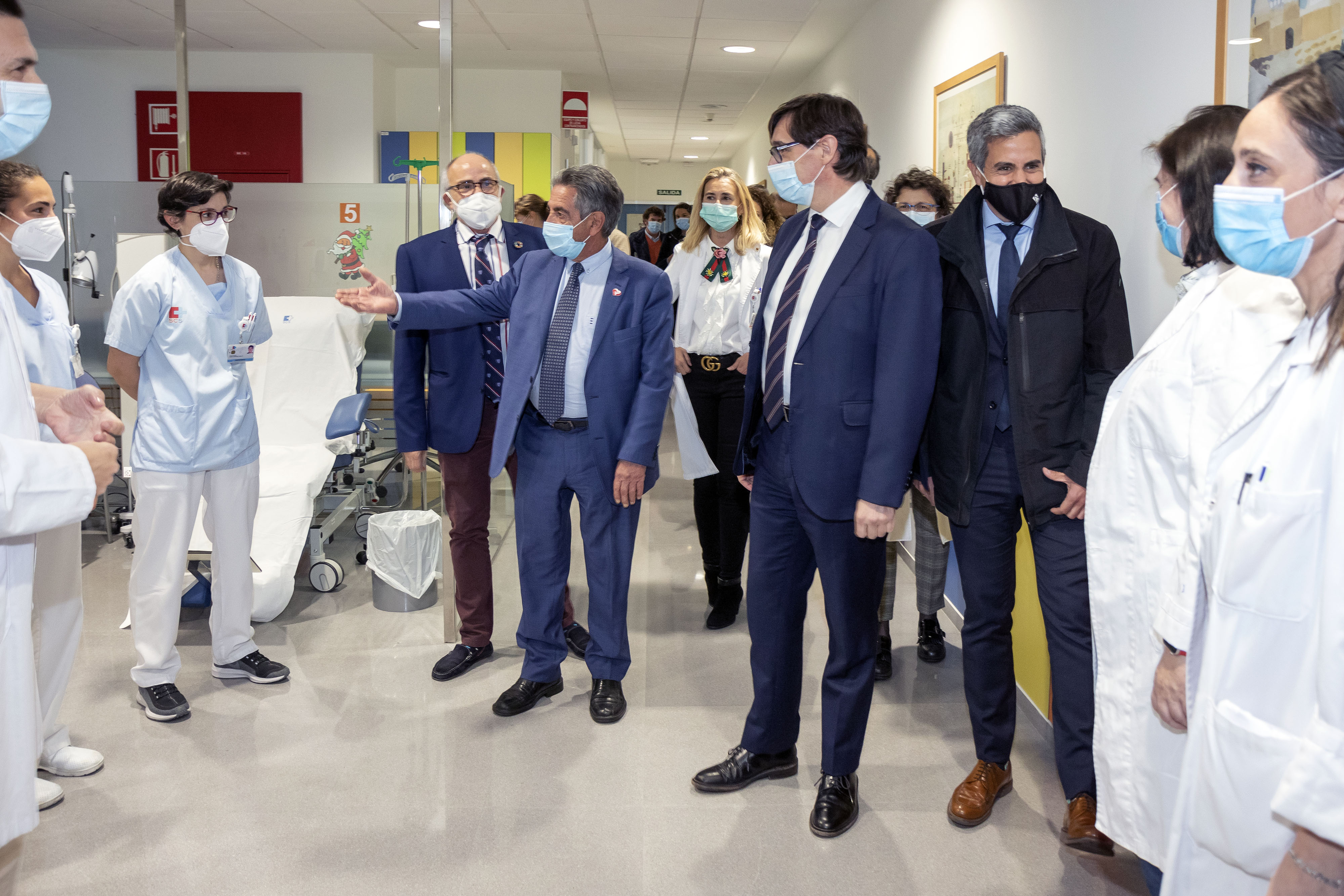
El ministro Illa visita el Hospital de Valdecilla junto al presidente de Cantabria, Miguel Ángel Revilla, y otras autoridades regionales.

En agosto, Illa concretó una reforma del Ministerio de Sanidad, recuperando la Secretaría de Estado de Sanidad a partir de la supresión de la Secretaría General de Sanidad y creó una nueva Secretaría General de Salud Digital, todo ello con el objetivo de mejorar la gestión de la pandemia por parte del Gobierno. En este sentido, al mismo tiempo anunció que su departamento iba a desarrollar una ley para crear un Centro Estatal de Salud Pública. Este objetivo se vio reflejado en los presupuestos generales del Estado para 2021 con una partida de cinco millones de euros para el impulso de dicho organismo.
A principios de septiembre de 2020, Illa estimó que la vacuna podría estar lista y podría empezar la campaña de vacunación a finales de diciembre. Así, en noviembre de 2020 el ministro de Sanidad, junto con la secretaria de Estado, Silvia Calzón, presentaron la estrategia de vacunación del Gobierno de la Nación, que daría comienzo a finales de diciembre. El 21 de diciembre de 2020 la Agencia Europea de Medicamentos aprobó el uso de la primera de las vacunas, la desarrollada por Pfizer y BioNTech. Las primeras dosis llegaron a España y al resto de Estados miembros de la Unión Europea el 26 de diciembre y la vacunación masiva comenzó el día 27 de ese mes.
El 27 de enero de 2021 se hizo oficial su dimisión como ministro de Sanidad con el objetivo de centrarse en la campaña electoral catalana.
En 2024 se le quiso imputar por el Caso Koldo por llevarse comisiones en la venta de mascarillas y para ello Elías Bendodo, miembro del PP, intentó pasar como prueba del sumario el artículo de Wikipedia de Illa.

### Candidato a la presidencia de la Generalidad de Cataluña
A finales de diciembre de 2020, el PSC anunció que el primer secretario del partido, Miquel Iceta, daba un paso atrás y no sería el candidato del Partido Socialista a las elecciones autonómicas catalanas de 2021; en su lugar, el candidato sería el entonces ministro de Sanidad, Salvador Illa. Desde que se supo este cambio de cabeza de cartel, tanto el candidato como el partido recibieron diferentes críticas por el hecho de que Illa no dimitiese y tuviera la intención de compaginar el cargo de ministro de Sanidad con el de candidato en medio de una pandemia. A pesar de esto, las encuestas le situaron como uno de los favoritos para ganar las elecciones.
El 15 de enero de 2021 el Gobierno de Cataluña acordó posponer las elecciones regionales hasta el 30 de mayo debido al incremento de casos, decisión que el PSC valoró recurrir por «cambiar las reglas del juego». El 19 de enero, el TSJC suspendió cautelarmente esta medida.
El 14 de febrero, PSC fue el partido más votado con el 23,04 % y 33 escaños, empatando con Esquerra Republicana, pero los partidos independentistas lograron ampliar su mayoría. Illa se impuso en las grandes ciudades como Barcelona, Tarrasa, Rubí, Badalona, Hospitalet de Llobregat, Tarragona o Sabadell. También fue el más votado en la provincia de Barcelona con 23 escaños y un 25,05 % de los votos.
En marzo de 2024 se confirmó que sería el candidato del PSC en la elecciones al Parlamento catalán de mayo de 2024. En estas elecciones, el PSC volvió a ganar las elecciones, esta vez con 42 escaños, nueve más que en 2021, mientras que el independentismo perdió la mayoría absoluta.
Finalmente, el 8 de agosto de 2024, Salvador Illa fue investido con 68 votos a favor y 66 en contra, apoyado por su propio grupo, el PSC, Esquerra Republicana y Comuns Sumar. Tomó posesión del cargo el 10 de agosto de 2024.

## Vida personal
Nació en La Roca del Vallés. Se ha casado dos veces y tiene una hija adolescente. Es católico.

## Distinciones y condecoraciones
- Gran Cruz de la Real Orden de Carlos III (2021)[53]